# كازيميرز بارتل
كازيميرز فواديسواف بارتل (3 مارس 1882 – 26 يوليو 1941) كان عالم رياضيات، وماسونيًا، ودبلوماسيًا وسياسيًا بولنديًا شغل منصب رئيس وزراء بولندا الخامس عشر والسابع عشر والتاسع عشر ثلاث مرات بين عامي 1926 و1930 ومجلس شيوخ بولندا منذ عام 1937 وحتى اندلاع الحرب العالمية الثانية.
عين بارتل وزيرًا للسكك الحديدية بين عامي 1919 و1920. في الفترة بين عامي 1922 و1930، كان عضوًا في البرلمان البولندي. بعد انقلاب يوزيف بيوسودسكي في مايو سنة 1926، أصبح رئيسًا للوزراء وتولى هذا المنصب خلال ثلاث فترات متقطعة: 1926؛ 1928 – 1929؛ و1929 – 1930. كان بارتل نائب رئيس الوزراء بين عامي 1926 و1928، ووزير المعتقدات الدينية والتنوير. عند تولي بيلوسودسكي نفسه رئاسة الوزراء، كان بارتل في الواقع رئيس وزراء «بحكم الواقع» خلال تلك الفترة، لأن بيلوسودسكي لم يكن مهتمًا بالمهام اليومية لمجلس الوزراء والحكومة.
في عام 1930، بعد تخليه عن السياسة، عاد إلى الجامعة كأستاذ رياضيات. في سنة 1930، صار رئيس المعهد التقني في لفيف، وسرعان ما منح دكتوراه فخرية وعضوية في جمعية الرياضيات البولندية. في سنة 1937، عين عضوًا في مجلس الشيوخ البولندي وشغل هذا المنصب حتى اندلاع الحرب العالمية الثانية.
بعد الغزو السوفيتي واحتلاله لشرق بولندا، سمح له بمواصلة إلقاء المحاضرات في المعهد التقني. في سنة 1940، استدعي إلى موسكو وعرض عليه مقعد في البرلمان السوفيتي.
في 30 يونيو 1941، وفي سياق عملية بارباروسا، دخلت قوات الدفاع الألمانية «فيرماخت» إلى لفيف وبدأت باضطهاد المثقفين المحليين. سجن بارتل بعد يومين على يد الغستابو وعرض عليه المنصب الأول في حكومة دمى بولندية. اعتبر رفضه القاطع للشروط الألمانية فعل خيانة من قبل الألمان. بأمر من هاينريش هيملر، قتل بارتل في 26 يوليو 1941، بعد وقت قصير من انتهاء مذبحة أساتذة لفيف.

## نشأته ودراساته
ولد كازيميرز فواديسواف بارتل في 3 مارس 1882 في ليمبرج، النمسا - هنغاريا (لاحقًا: لفيف، بولندا التي أصبحت الآن لفيف في أوكرانيا) ابنًا لميكال بارتل وأماليا شاداتشيك. نشأ في عائلة من الطبقة العاملة، وتخرج من المدرسة الابتدائية في ستريج. رتب والده الذي يعمل في قطاع السكك الحديدية لأن يكون بارتل متدربًا لدى ميكانيكي كان يعطي دروسًا في المدرسة الحرفية. سمح ذلك لبارتل بمواصلة تعليمه الرسمي في أثناء عمله متدربًا.
بعد إكمال المدرسة الثانوية في سنة 1901، درس بارتل الميكانيك في معهد لفيف للتقنية في قسم الهندسة الميكانيكية. تخرج من المعهد في عام 1907 وسرعان ما بدأ العمل في المدرسة كمساعد في الهندسة الوصفية لبلاسيد زدزيسلاف دزيونسكي. في الفترة بين عامي 198 و1909، درس أيضًا الرياضيات والفلسفة في جامعة فرانسيسكان في لفيف وفي جامعة لودفيغ ماكسيميليان في ميونيخ. سمحت له منحة السفر إلى ميونيخ بحضور محاضرات عن تاريخ الفن لكارل دوشلمان والرياضيات لأوريل فوس وألفريد برينغشايم.
عاد إلى المدرسة الفنية وحصل على درجة الدكتوراه في العلوم التقنية في عام 1909. أتاحت له أطروحته «سلسلة التراكيب والتفاف الحزم» أن يصبح من أوائل حاملي هذا اللقب داخل المملكة النمساوية المجرية. قدم براتل أطروحته التأهيلية «حول المنتجات الخشبية المسطحة في السلسلة الرابعة من الدرجة صفر» في عام 1912، ثم حصل على لقب أستاذ مساعد. أصبح بارتل رئيس الهندسة الوصفية بعد تقاعد ميتشيسلاف وازارسكي في عام 1911 بسبب إصابته بالعمى. حصل بارتل على لقب أستاذ الرياضيات في معهد لفيف التقني في عام 1917.
بعد تجنيده في الجيش النمساوي المجري خلال الحرب العالمية الأولى، عاد إلى لفيف في عام 1918، والتي أصبحت جزءًا من الجمهورية البولندية الثانية التي تأسست حديثًا. في عام 1919، قاتل كقائد لقوات السكك الحديدية في الدفاع عن المدينة ضد الحصار الأوكراني. خلال تلك الفترة، كتب بارتل كتابه الدراسي الأول عن الهندسة الوصفية، وصادق ثم دعم القائد المقبل لبولندا، المارشال والقائد العام، جوزيف بيوسودسكي. منذ شهر مايو 1919، شغل منصب مدير اتحاد وإدارة بناء القطارات المدرعة. أدت نجاحاته العديدة في هذا المجال إلى تعيين رئيس الوزراء ليوبولد سكولسكي له وزيرًا لشبكة السكك الحديدية في جمهورية بولندا. خلال ذلك الوقت، التقى بارتل بسياسيين ودبلوماسيين آخرين بارزين ومؤثرين، أبرزهم رئيس الوزراء وينسنتي ويتوس ورئيس الوزراء فواديسواف غرابسكي. عقب الحرب البولندية – السوفيتية في عام 1920، ين بارتل برتبة مقدم وترك مسؤولًا عن الضباط الاحتياطيين للسكك الحديدية وميليشيا لفيف. منح صليب «الفضيلة العسكرية»، وهو امتياز بولندي لبسالته، بعد انتهاء النزاع المسلح.
في عام 1921، قضى بارتل ستة أشهر في السفر إلى المتاحف وصالات العرض في فرنسا وإيطاليا وسويسرا والنمسا باحثًا في الفن، وقضى أغلب عطله على نحو مماثل بسبب اهتمامه بمحاضرات دوشلمان. جمع أرشيفًا شخصيًا للملاحظات والصور الفوتوغرافية يدور حول اهتمامه ذاك.

## مسيرته السياسية والدبلوماسية
في سنة 1922، انتخب بارتل عضوًا في مجلس النواب البولندي، وشغل هذا المنصب حتى سنة 1929. بدايةً، كان عضوًا في حزب «التحرير»، لكنه لم يكن راضيًا عن تطرف الجماعة. في مارس 1925، قرر في مؤتمر حزب الشعب البولندي أن يعتمد، من بين جملة أمور، إصلاحًا دور تعويض. في نهاية المطاف، ترك بارتل الحزب والمنظمة في أبريل 1925، إلى جانب ماريان زيندرام - كوسيكوفسكي وبوليسلاف فيسلوش وأسس لاحقًا «نادي العمال» البولندي. سرعان ما أصبحت هذه المنظمة تحت تأثير مباشر من القائد العام يوزيف بيوسودسكي. قبل الانقلاب الذي وقع في مايو 1926 مباشرة، تلقى كازيميرز بارتل أمرًا من المارشال بيلوسودسكي بالاستعداد لتولي منصب رئيس الوزراء بعد الانهيار المتوقع للرئيس ستانيسلاف فويشوفسكي وحكومته.

### الولاية الأولى في المنصب، الحكومة الأولى (1926)
في 15 مايو 1926، وبعد استقالة بقيادة وينسنتي ويتوس والرئيس وويسيكوفسكي في أعقاب انقلاب مايو، عين بارتل من قبل مارشال مجلس النواب ورئيس الدولة بالنيابة، ماسيج راتاج، رئيس وزراء الجمهورية البولندية الثانية، وإن كان بارتل قد ذكر في وقت لاحق في خطاب تنصيبه أنه لن يكون سوى رئيس الحكومة إلى حين انتخاب رئيس جديد. ربما تأثر قراره بحقيقة أنه عانى مشاكل الكلى والمعدة وكان يتألم باستمرار. قال أحد أعضاء البرلمان أنه «كان رجلًا متفائلًا وطموحًا، ولكنه كان دائما يتألم. حتى أن معارضيه في مجلس النواب اعترفوا بأنه من الصعب للغاية في العلاقات الشخصية ألا يكون المرء في صالح رجل مثل بارتيل. بصفته رئيسًا للوزراء، حاول مساعدة كل فرد ممكن، حتى الرجال والنساء الذين عارضوا سياساته والحكومة، ولكنه لم يتمكن من مساعدة نفسه، الأمر الذي أدى إلى تراجعه المبكر في السياسة والدبلوماسية في الجمهورية البولندية. كان ضعيف القامة والصحة، ومن الصعب عليه ترك انطباع جيد لدى العامة، لا سيما الاشتراكيين أو الشيوعيين في الشرق، وبالتالي، فإن ذلك لك يجعل منه رئيس وزراء مؤثرًا ولا دبلوماسيًا يدعم الديمقراطية».